# Alamosa, Colorado
Alamosa är en stad (city) i Alamosa County, i delstaten Colorado, USA. Enligt United States Census Bureau har staden en folkmängd på 8 937 invånare (2011) och en landarea på 14 km². Alamosa är huvudort i Alamosa County.